# Socovce
Socovce – wieś (obec) na Słowacji położona w kraju żylińskim, w okręgu Martin. znajduje się na Kotlinie Turczańskiej nad prawym brzegiem rzeki Turiec. Pierwsze wzmianki o miejscowości pochodzą z roku 1258.
Według danych z dnia 31 grudnia 2010, wieś zamieszkiwało 237 osób, w tym 108 kobiet i 129 mężczyzn.
W 2001 roku rozkład populacji względem narodowości i przynależności etnicznej wyglądał następująco:
- Słowacy – 99,20%

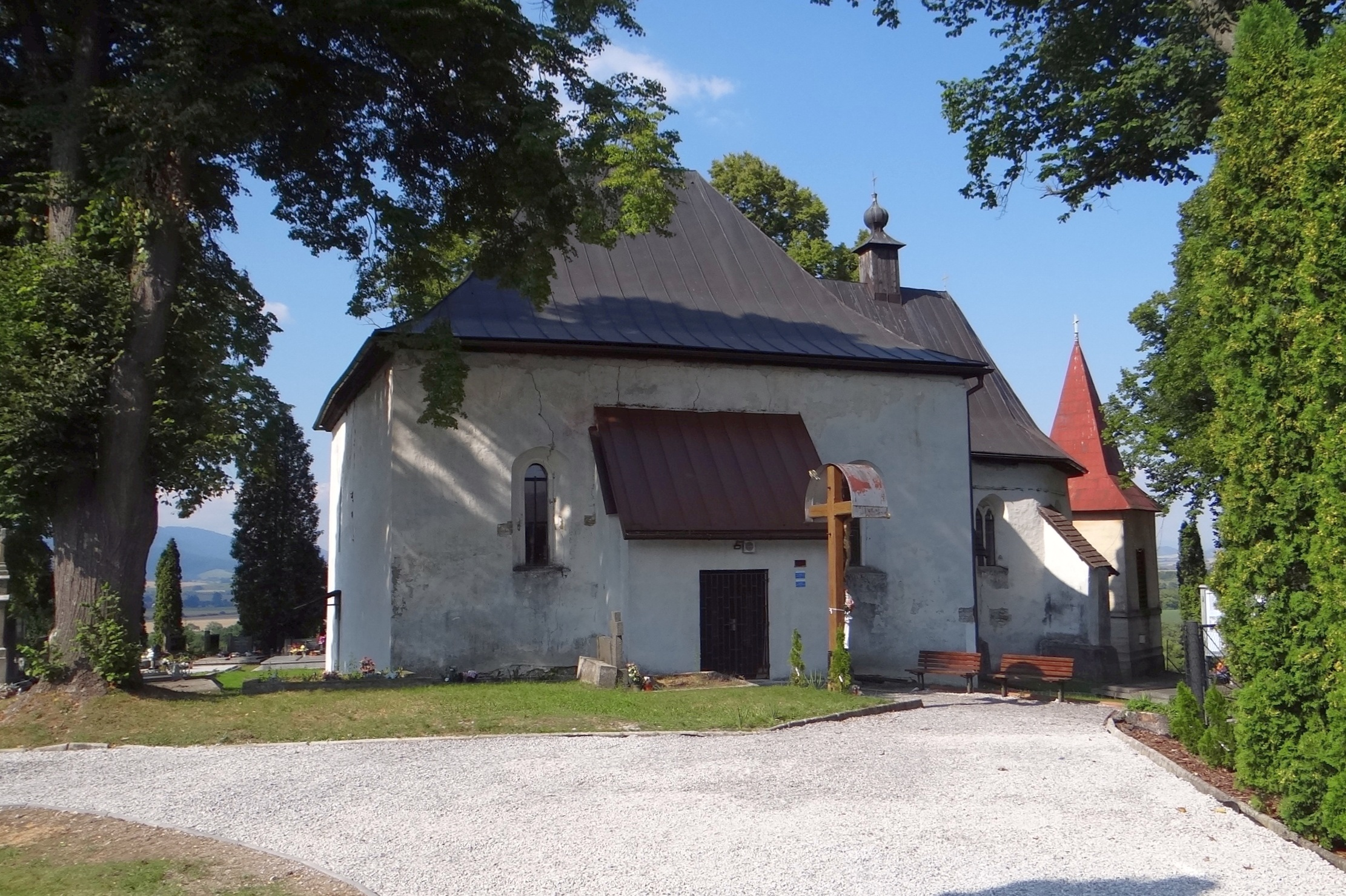
Kościół
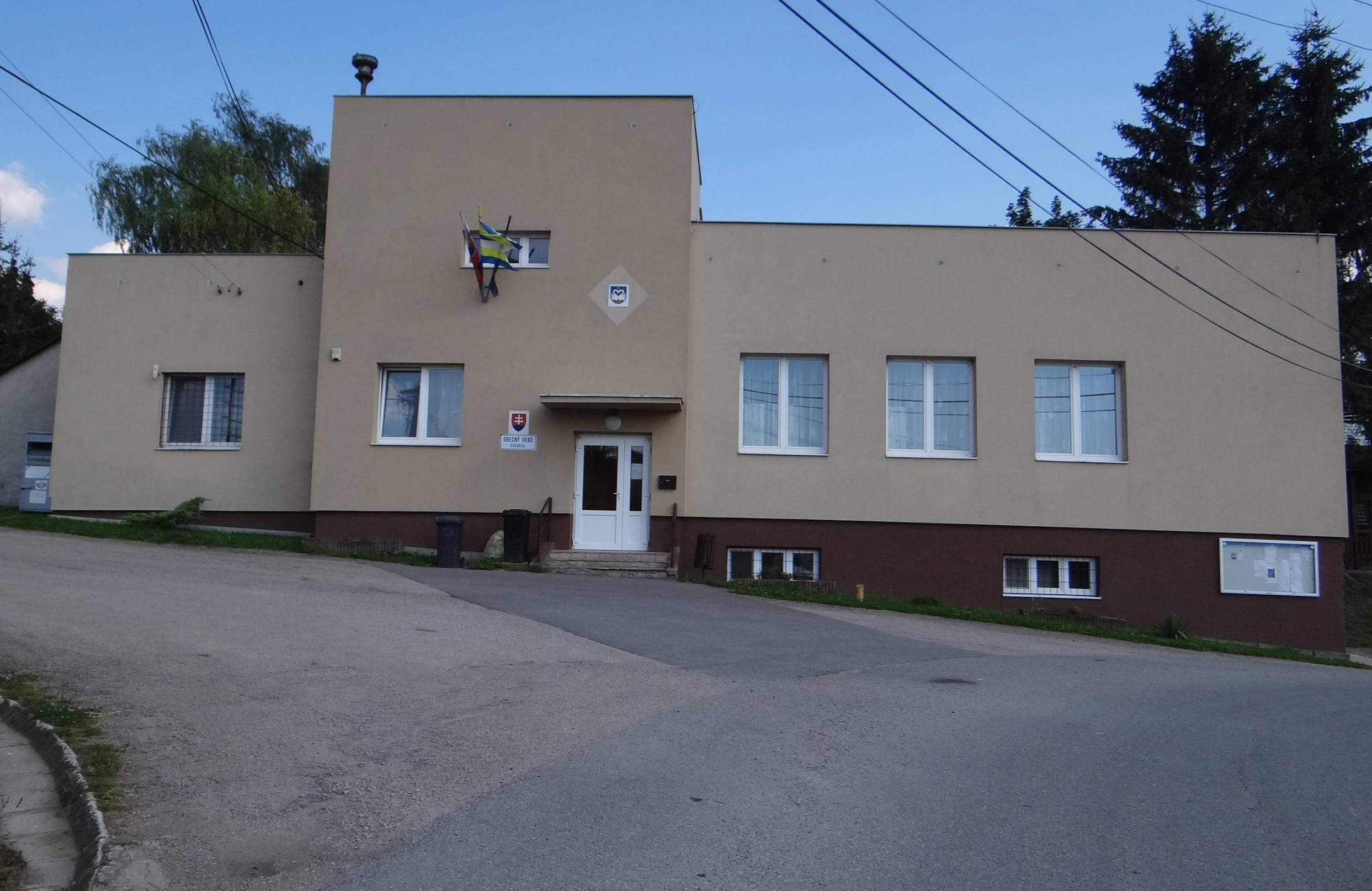
Urząd wiejski
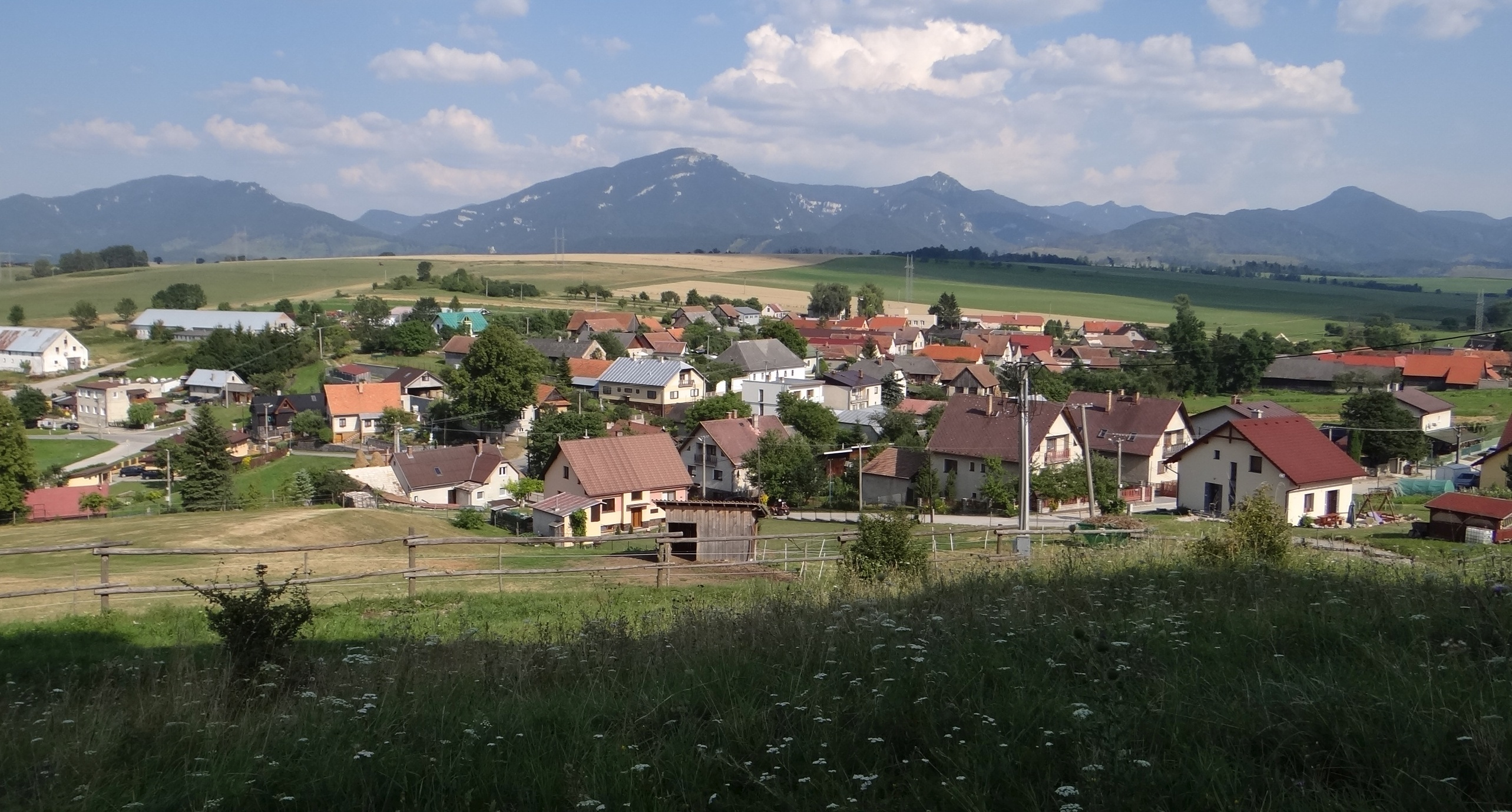
Socowce. W głębi Wielka Fatra